# Eschenbach in der Oberpfalz
Eschenbach in der Oberpfalz (eller: Eschenbach i.d.OPf.) er en by i Landkreis Neustadt an der Waldnaab i Regierungsbezirk Oberpfalz i den tyske delstat Bayern. Den er hjemsted for Verwaltungsgemeinschaft Eschenbach.

## Inddeling
Eschenbach består ud over byen af disse landsbyer og bebyggelserApfelbach, Breitenlohe, Eschenbachermühle, Fledermühle, Großkotzenreuth, Hammermühle, Hotzaberg, Kleinkotzenreuth, Runkenreuth, Schmierhütte, Stegenthumbach, Thomasreuth, Trag, Weidlberg og Witzlhof.

## Den tidligere Landkreis Eschenbach
Indtil områdereformen i 1970-erne var byen hjemsted for en selvstændig Landkreis Eschenbach in der Oberpfalz; En stor del af dens område var det militære øvelsesområde i Grafenwöhr. Dele af området hører nu til Mittelfranken (Neuhaus an der Pegnitz), til Landkreis Bayreuth og , som noget af byen Auerbach i Landkreis Amberg-Sulzbach. Den største del kom dog under Landkreis Neustadt